# Rutherford (unidad)

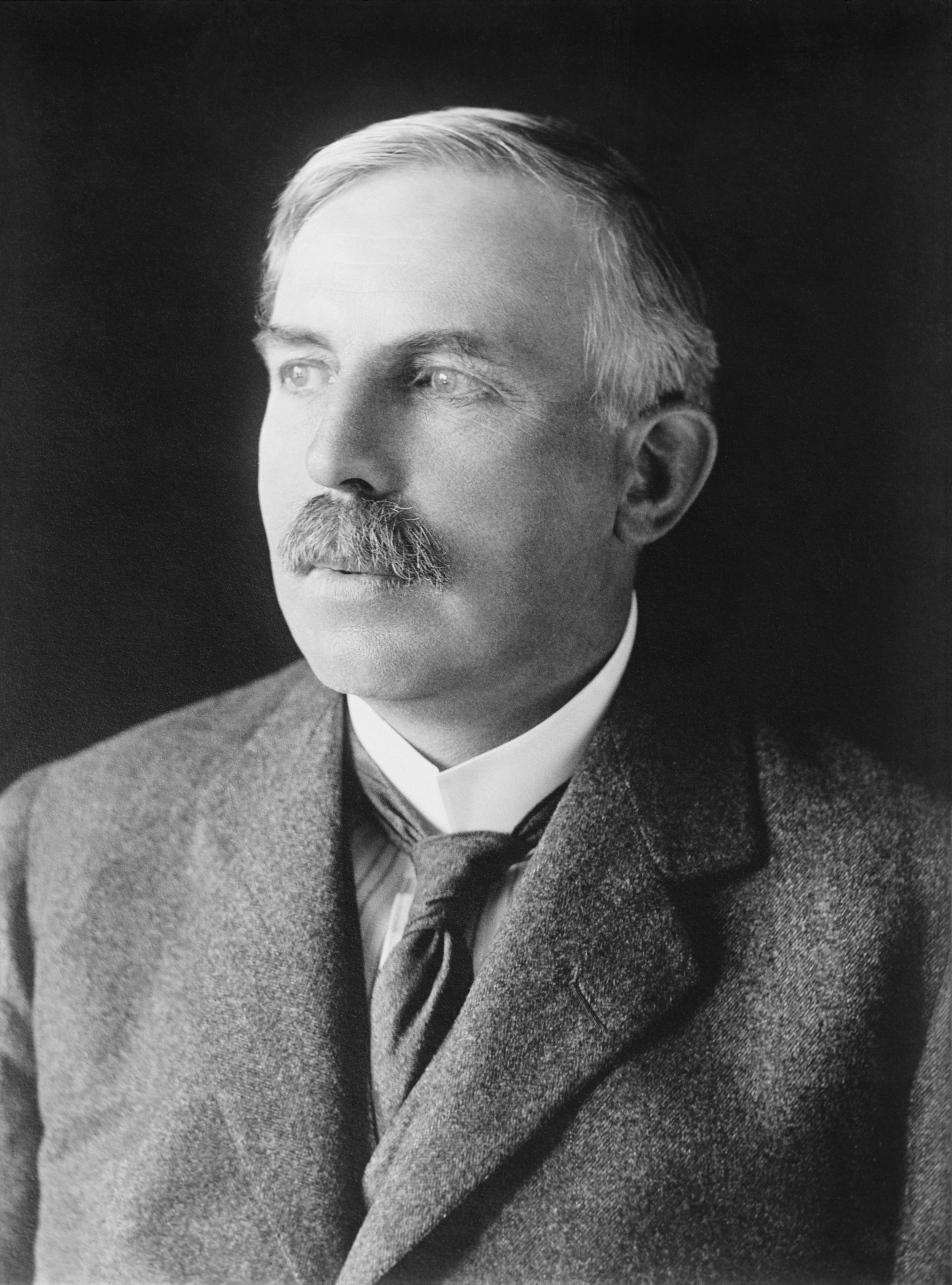
Sir Ernest Rutherford.

El rutherford (símbolo Rd ) es una unidad de desintegración radioactiva que no pertenece al SI . Se define como la actividad de una cantidad de material radiactivo en la que se desintegra un millón de núcleos por segundo. Por tanto, equivale a un megabecquerel y un becquerel equivale a un microrutherford. Un rutherford equivale a 2.703 × 10 −5 curio .
La unidad se introdujo en 1946. Recibió el nombre del físico británico / neozelandés y Premio Nobel en 1908 Lord Ernest Rutherford, quien fue uno de los primeros líderes en el estudio de las desintegraciones del núcleo atómico . Después de que se introdujera el becquerel en 1975 como la unidad SI para la actividad, el rutherford se volvió obsoleto y ya no se usa comúnmente.

## Cantidades relacionadas con la radiación
| Magnitud              | Unidad     | Símbolo | Derivación              | Año  | Equivalencia SI  |
| --------------------- | ---------- | ------- | ----------------------- | ---- | ---------------- |
| Actividad (A)         | curio      | Ci      | 3.7 × 1010 s−1          | 1953 | 3.7 × 1010 Bq    |
| Actividad (A)         | bequerelio | Bq      | s−1                     | 1974 | Unidad SI        |
| Actividad (A)         | rutherford | Rd      | 106 s−1                 | 1946 | 1,000,000 Bq     |
| Exposición (X)        | röntgen    | R       | esu / 0.001293 g of air | 1928 | 2.58 × 10−4 C/kg |
| Dosis absorbida (D)   | erg        |         | erg⋅g−1                 | 1950 | 1.0 × 10−4 Gy    |
| Dosis absorbida (D)   | rad        | rad     | 100 erg⋅g−1             | 1953 | 0.010 Gy         |
| Dosis absorbida (D)   | gray       | Gy      | J⋅kg−1                  | 1974 | Unidad SI        |
| Dosis equivalente (H) | rem        | rem     | 100 erg⋅g−1             | 1971 | 0.010 Sv         |
| Dosis equivalente (H) | sievert    | Sv      | J⋅kg−1 × WR             | 1977 | Unidad SI        |